# Ellen Corby
Ellen Corby, nata Ellen Hansen (Racine, 3 giugno 1911 – Woodland Hills, 14 aprile 1999), è stata un'attrice statunitense, famosa per il ruolo di Ester Walton nella serie televisiva Una famiglia americana.

## Biografia
Vinse il Golden Globe per la migliore attrice non protagonista nel 1949 per la sua interpretazione nel film Mamma ti ricordo. Ha vinto, inoltre, un Golden Globe per la miglior attrice non protagonista in una serie nel 1973 per la sua interpretazione ne Una famiglia americana.

## Filmografia parziale

### Cinema
- La vita è meravigliosa (It's a Wonderful Life), regia di Frank Capra (1946)
- Mamma ti ricordo (I Remember Mama), regia di George Stevens (1948)
- Hai sempre mentito (A Woman's Secret), regia di Nicholas Ray (1949)
- Piccole donne (Little Women), regia di Mervyn LeRoy (1949)
- Madame Bovary, regia di Vincente Minnelli (1949)
- Capitan Cina (Captain China), regia di Lewis R. Foster (1950)
- Prima colpa (Caged), regia di John Cromwell (1950)
- Romantico avventuriero (The Gunfighter), regia di Henry King (1950)
- Peggy la studentessa (Peggy), regia di Frederick de Cordova (1950)
- La porta dell'inferno (Edge of Doom), regia di Mark Robson (1950)
- Sola col suo rimorso (Harriet Craig), regia di Vincent Sherman (1950)
- La madre dello sposo (The Mating Season), regia di Mitchell Leisen (1951)
- Festa di laurea (Goodbye, My Fancy), regia di Vincent Sherman (1951)
- Vecchia America (On Moonlight Bay), regia di Roy Del Ruth (1951)
- Angels in the Outfield, regia di Clarence Brown (1951)
- È arrivato lo sposo (Here Comes the Groom), regia di Frank Capra (1951)
- I pirati di Barracuda (The Sea Hornet), regia di Joseph Kane (1951)
- Il tesoro dei Sequoia (The Big Trees), regia di Felix E. Feist (1952)
- Fearless Fagan, regia di Stanley Donen (1952)
- Monsoon, regia di Rod Amateau (1952)
- La donna che volevano linciare (Woman They Almost Lynched), regia di Allan Dwan (1953)
- Il cavaliere della valle solitaria (Shane), regia di George Stevens (1953)
- La primula rossa del Sud (The Vanquished), regia di Edward Ludwig (1953)
- Un leone per la strada (A Lion Is in the Street), regia di Raoul Walsh (1953)
- Addio signora Leslie (About Mrs. Leslie), regia di Daniel Mann (1954)
- Susanna ha dormito qui (Susan Slept Here), regia di Frank Tashlin (1954)
- Sabrina, regia di Billy Wilder (1954)
- Voi assassini (Illegal), regia di Lewis Allen (1955)
- Ostaggi dei banditi (Stagecoach to Fury), regia di William F. Claxton (1956)
- I pionieri del Wisconsin (All Mine to Give), regia di Allen Reisner (1957)
- Il settimo peccato (The Seventh Sin), regia di Ronald Neame (1957)
- Passaggio di notte (Night Passage), regia di James Neilson (1957)
- La donna che visse due volte (Vertigo), regia di Alfred Hitchcock (1958)
- Noi giovani (As Young as We Are), regia di Bernard Girard (1958)
- Macabro (Macabre), regia di William Castle (1958)
- Un marziano sulla Terra (Visit to a Small Planet), regia di Norman Taurog (1960)
- Angeli con la pistola (Pocketful of Miracles), regia di Frank Capra (1961)
- Donne inquiete (The Caretakers), regia di Hall Bartlett (1963)
- I 4 del Texas (4 for Texas), regia di Robert Aldrich (1963)
- La valle dell'orso (The Night of the Grizzly), regia di Joseph Pevney (1966)
- Ruba al prossimo tuo, regia di Francesco Maselli (1968)
- L'infallibile pistolero strabico (Support Your Local Gunfighter), regia di Burt Kennedy (1971)

### Televisione
- Mickey Rooney Show (The Mickey Rooney Show) – serie TV, episodio 1x02 (1954)
- Stage 7 – serie TV, episodio 1x21 (1955)
- The Whistler – serie TV, episodio 1x20 (1955)
- General Electric Theater – serie TV, episodi 3x33-9x07-10x10 (1955-1961)
- Alfred Hitchcock presenta (Alfred Hitchcock Presents) – serie TV, episodio 1x03 (1955)
- Mr. Adams and Eve – serie TV, episodio 1x08 (1957)
- The 20th Century-Fox Hour – serie TV, episodio 2x19 (1957)
- The Restless Gun – serie TV, episodi 1x27-1x29-2x34 (1958-1959)
- The Texan – serie TV, episodio 1x14 (1958)
- Rescue 8 – serie TV, episodio 1x06 (1958)
- Bronco – serie TV, episodio 1x03 (1958)
- June Allyson Show (The DuPont Show with June Allyson) – serie TV, episodio 1x10 (1959)
- Peter Gunn – serie TV, episodio 1x31 (1959)
- Lock-Up – serie TV, episodi 1x03-2x13 (1959-1960)
- Tightrope – serie TV, episodio 1x31 (1960)
- Thriller – serie TV, episodio 1x09 (1960)
- The Chevy Mystery Show – serie TV, episodio 1x07 (1960)
- Surfside 6 – serie TV, episodio 1x18 (1961)
- Follow the Sun – serie TV, episodio 1x15 (1961)
- The Dick Powell Show – serie TV, episodi 1x27-2x23 (1962-1963)
- Going My Way – serie TV, episodio 1x15 (1963)
- Vacation Playhouse – serie TV, episodio 2x08 (1964)
- Il virginiano (The Virginian) – serie TV, episodio 3x11 (1964)
- Ben Casey – serie TV, episodio 4x27 (1965)
- Honey West – serie TV, episodio 1x23 (1966)
- Agenzia U.N.C.L.E. (The Girl from U.N.C.L.E.) – serie TV, episodio 1x17 (1967)
- Rango – serie TV, episodio 1x17 (1967)
- Squadra speciale anticrimine (The Felony Squad) – serie TV, episodio 2x22 (1968)
- Ai confini dell'Arizona (The High Chaparral) – serie TV, episodio 2x04 (1968)
- Lancer – serie TV, episodio 2x02 (1969)
- The Outsider – serie TV, episodio 1x24 (1969)
- Una famiglia americana (The Waltons) – serie TV, 146 episodi (1972-1980)

## Doppiatrici italiane
- Clara Ristori in Madame Bovary, Prima colpa, Romantico avventuriero, Vecchia America, Il tesoro dei sequoia
- Wanda Tettoni in Piccole donne, La primula rossa del sud, Passaggio di notte, Veneri rosse
- Miranda Bonansea in La donna che visse due volte (ridoppiaggio 1984), La gnomo mobile (doppiaggio tardivo 1988), Mamma ti ricordo (ridoppiaggio)[1]
- Rina Morelli in Sabrina, Donne inquiete
- Clelia Bernacchi in Peggy la studentessa
- Zoe Incrocci in La madre dello sposo
- Francesca Palopoli in L'infallibile pistolero strabico
- Franca Dominici in Una famiglia americana
- Gabriella Genta in Due ragazzi e un leone (doppiaggio tardivo)